# Йёргенсен, Томас
Томас Йёргенсен (дат. Thomas Jørgensen; род. 30 сентября 2005) — датский футболист, полузащитник клуба «Виборг».

## Клубная карьера
С 2019 года выступал за молодёжные команды «Копенгагена». Летом 2022 года стал игроком команды до 19 лет, в 2024 году отправился в аренду в основную команду «Видовре». Дебютировал в Суперлиге Дании 18 февраля 2024 года в мачте с «Раннерс».

## Карьера в сборной
Выступал за национальные команды Дании до 18 и 19 лет.